# Чемпионат мира по художественной гимнастике среди юниорок
Чемпиона́т ми́ра по худо́жественной гимна́стике среди́ юнио́рок (англ. FIG Rhythmic Gymnastics Junior World Championships) — международное спортивное соревнование, организуемое Международной гимнастической федерацией. Первый в истории чемпионат состоялся в июле 2019 года в Москве (Россия), далее их планируется проводить каждые два года по нечётным годам.
В соответствии с регламентом в соревнованиях принимают участие девушки от 13 до 15 лет.
Разыгрываются восемь комплектов медалей.

## Чемпионаты
| № | Год  | Место проведения |
| - | ---- | ---------------- |
| 1 | 2019 | Москва           |